# Betta tomi
Betta tomi је зракоперка из породице гурамија (Osphronemidae) и реда Perciformes. Достиже дужину од 7 cm.

## Распрострањење
Ареал врсте је ограничен на једну државу. Малезијска држава Џохор је једино познато природно станиште врсте. У прошлости је насељавала и Сингапур, али је ту изумрла.

## Станиште
Станиште врсте су плитки потоци, који су у сенци дрвећа и пуни отпалог лишћа и грања.

## Угроженост
Ова врста се сматра рањивом у погледу угрожености врсте од изумирања.